# Raymonde Dury
Raymonde M.E.A. Dury, née le 22 juillet 1947 à Haine-Saint-Paul (La Louvière) est une femme politique belge francophone, membre du PS. 

## Biographie
Raymonde Dury est députée européenne de 1982 à 1998. Ensuite, elle est quelques mois Gouverneure de l'arrondissement administratif de Bruxelles-Capitale avant de démissionner (1998).
Mme Dury est Présidente du Conseil d'Administration du Centre International de Prévention de la Criminalité (CIPC) de 2004 à 2009 et professeure invitée à l'Ecole Nationale des Assurances (ENASS) du CNAM à Paris (2005-2012).

## Vie privée
Raymonde Dury est épouse de l'eurodéputé français et ancien ministre Jean-Pierre Cot.